# Charles O'Neill (1er comte O'Neill)
Charles Henry St John O'Neill (22 janvier 1779 - 12 février 1841) est un homme politique irlandais, pair et propriétaire terrien. 

## Biographie
Il est né en 1779 de John O'Neill, de Shane's Castle, comté d'Antrim, en Irlande, et fait ses études au collège d'Eton avant de rejoindre Christ Church, Oxford le 23 novembre 1795. Il devient deuxième vicomte O'Neill en 1798 à la mort de son père et est nommé vicomte Raymond et comte O'Neill en 1800 après l'Acte d'Union, lorsqu'il est décidé que O'Neill devrait avoir la priorité dans la pairie d'Irlande. Après l'adoption de la loi, il est élu comme l'un des 28 pairs irlandais autorisés à siéger à la Chambre des lords en septembre 1800. En 1807, il est nommé l'un des Postmasters General d'Irlande avec Richard Trench et en 1809 avec Lawrence Parsons . Dans la pratique, il s'agissait simplement d'une nomination honorifique, le secrétaire du bureau de poste (Sir Edward Lees) effectuant une grande partie du travail. Il est fait chevalier de l'ordre de Saint-Patrick le 13 février 1809 et lord-lieutenant d'Antrim le 17 octobre 1831. Il meurt le 25 mars 1841 sans héritier et le comté s'est éteint. La vicomté est transférée à son frère cadet John O'Neill, 3e vicomte O'Neill.